# Strada europea E422
La E422 è una strada europea che collega Treviri a Saarbrücken.

## Percorso
La E422 è definita con i seguenti capisaldi di itinerario: "Treviri - Saarbrücken".